# Regina Boritzer
Regina Boritzer (geboren 29. September 1909 in Lützen, Deutsches Reich; gestorben im 20. Jahrhundert) war eine deutsch-israelische Sozialarbeiterin und Flüchtlingshelferin.

## Leben
Regina Boritzer war eine Tochter des Isaac Boritzer und der Berta Cahane, sie hatte fünf Geschwister, denen ebenfalls die Flucht aus dem nationalsozialistischen Deutschland gelang. Boritzer studierte von 1927 bis 1930 am Sozialpädagogischen Seminar Leipzig und wurde 1932 Fürsorgerin bei der Stadt Leipzig. Von 1933 bis 1935 arbeitete sie für die jüdische Gemeinde in Leipzig. 
Im Jahr 1936 emigrierte sie über Frankreich in die Schweiz, wo sie eine Arbeitserlaubnis erhielt, um als Fürsorgerin und Flüchtlingsbetreuerin für den Verband Schweizerischer Jüdischer Flüchtlingshilfen tätig zu sein. Sie arbeitete dort von 1935 bis 1949. 1941 fing Boritzer ein Studium am Institut für Angewandte Psychologie in Zürich an. Außerdem unterstützte sie die illegale Einwanderung nach Palästina. Obwohl ihr in der Schweiz eine Niederlassungsbewilligung erteilt wurde, wanderte sie 1949 nach Israel weiter, wo sie als Sozialarbeiterin und ab 1962 als Abteilungsleiterin im israelischen Wohlfahrtsministerium tätig war. Sie wohnte in Jerusalem.